# 永恒九月
永恒九月（英語：Eternal September）也叫永无止境的九月，是一个Usenet俚语，指一段自1993年9月开始的时期，由戴夫·費舍爾（David Fischer）创造。这一表述代表了一种觀點，认为自那时起新用户（菜鸟）们的涌入持续地降低了Usenet乃至更多互联网上的行为、言论的水准。

## 背景
Usenet起源于各所大学之间。每年九月，北半球的大量大学新生开始访问Usenet，並花一些时间学习和适应网络的行为规范和“网络礼仪”。大约要一个多月之后，这些新用户理论上可以学会适应网络準則。因此，九月预示了网络上扰乱秩序的新人的涌入高峰。
1993年，美国在线（AOL）开始向它的上万——后来发展到上百万——用户提供访问Usenet的服務。对于许多“老人”来说，这些“AOL人”学习网络礼仪的准备遠不如大学新生。部分原因是AOL缺乏对其用户进行Usenet相關习俗教育的嘗試，或没有向他们解释这些“新大陆”论坛并不僅僅是另一个AOL的在线服务。但另一方面，这也是网络的更大幅度增长的结果。有别于一般能够自然平息的九月新生潮，这股新用户涌入的大潮甚至对Usenet既有文化傳播自身社会规范的能力都造成了威胁。
从那时起，互联网用户數量的惊人增长便不断地带来持续的新用户潮。因此从1993年以前的Usenet用户的角度看来，以前看来平常的所谓“九月”新用户的涌入就再也没有止息。“永无止境的九月”这一俚语由戴夫·費舍爾在1994年1月26日，在alt.folklore.computers上的帖子里第一次使用：
|  | 现在说也没用了。1993年的9月将会在网络历史上作为“永无休止的九月”流传下去。 |

此后，一些ISP去除了二进制讨论组（如加拿大的Telus），而另一些则整个放弃了Usenet（Comcast和AT&T）。2005年1月25日，AOL宣布停止通过其服务对新闻组的访问；2005年2月9日服务正式终止。2008年9月16日，Comcast终止了之前对其所有高速接入用户提供的新闻组访问。有些评论人士因此認為永恒的九月也许终于结束了。